# Stefanie Heinzmann
Stefanie Fabienne Heinzmann (Visp, Valais, Švicarska, 10. ožujka 1989.) švicarska je pop i soul pjevačica. Heinzmann se prvi put pojavila na nacionalnoj televiziji 2008. godine kao pobjednica emisije SSDSDSSWEMUGABRTLAD.
Nakon pobjede, Heinzmann je objavila svoj debitanski singl pod nazivom "My Man Is a Mean Man" koji se plasirao na prvom mjestu švicarske ljestvice, a mjesec dana kasnije se plasirao na njemačkoj i austrijskoj ljestvici singlova. Debitanski album Masterplan prodan je zlatnoj nakladi u Švicarskoj. U rujnu 2009. godine objavljuje svoj drugi studijski album Roots to Grow.

## Rani život i karijera
Heinzmann je rođena u Eyholzu,kantonu Valis u Švicarskoj. Ona je mlađa sestra glazbenog producenta i pjevača Claudija. 
U 2005. započela je glazbenu karijeru sa svojim rock sastavom Bigfisch. Objavili su debitanski singl "Chumm ins Wallis" (Dođi u Valis). Dobio je lokalnu nagradu za najbolju pjesmu iz Valisa od radiostanice Radio Rottu Oberwallis (RRO). 2007. godine Heinzmann se prijavila na Raabovoj talent seriji SSDSDSSWEMUGABRTLAD, na kojem je i pobijedila. U finalu je izvela dvije pjesme, "Only So Much Oil in the Ground" i "My Man Is a Mean Man", koja je napisana samo za nju. Nakon pobjede snimila je spot za "My Man Is a Mean Man" i objavila pjesmu kao svoj prvi samostalni singl.

## Diskografija
Studijski albumi
- Masterplan (2008.)
- Roots to Grow (2009.)

## Vanjske poveznice
- Službena web stranica